# Hrabstwo Floyd (Georgia)

Piramida wieku hrabstwa

Hrabstwo Floyd (ang. Floyd County) – hrabstwo w stanie Georgia w Stanach Zjednoczonych. Jego siedzibą administracyjną i największym miastem jest Rome.

## Geografia
Według spisu z 2000 roku obszar całkowity hrabstwa obejmuje powierzchnię 518,46 mil2 (1342,81 km²), z czego 513,13 mil2 (1329 km²) stanowią lądy, a 5,33 mil2 (13,8 km²) stanowią wody. 

### Miejscowości
- Rome
- Cave Spring

### CDP
- Lindale
- Shannon

### Sąsiednie hrabstwa
- Hrabstwo Walker, Georgia (północ)
- Hrabstwo Gordon, Georgia (północny wschód)
- Hrabstwo Bartow, Georgia (wschód)
- Hrabstwo Polk, Georgia (południe)
- Hrabstwo Cherokee, Alabama (zachód)
- Hrabstwo Chattooga, Georgia (północny wschód)

## Demografia
Według spisu w 2020 roku liczy 98,6 tys. mieszkańców, co oznacza wzrost o 2,4% od poprzedniego spisu z roku 2010. Według danych z 2020 roku, 78,1% populacji stanowili biali (70,4% nie licząc Latynosów), 13,9% czarnoskórzy lub Afroamerykanie, 3,7% było rasy mieszanej, 1,2% Azjaci, 0,16% to rdzenna ludność Ameryki i 0,02% pochodziło z wysp Pacyfiku. Latynosi stanowili 11,3% populacji.
Do największych grup należały osoby pochodzenia „amerykańskiego” (20,8%), afroamerykańskiego, irlandzkiego (9,3%), angielskiego (8,9%), niemieckiego (5,8%), meksykańskiego (5,1%), gwatemalskiego (4,5%) i szkockiego lub szkocko–irlandzkiego (3,1%).

## Religia
W 2020 roku większość mieszkańców to protestanci, głównie wspólnoty baptystyczne (37,2 tys.), metodystyczne (ponad 5,5 tys.), zielonoświątkowe (16 zborów) i inne ewangelikalne (ponad 5 tys.). Inne religie obejmowały katolików (8,3 tys.), świadków Jehowy (0,7 tys.), mormonów (0,5 tys.) i muzułmanów (0,2 tys.)

## Polityka
Hrabstwo jest silnie republikańskie, gdzie w wyborach prezydenckich w 2020 roku, 69,9% głosów otrzymał Donald Trump i 28,8% przypadło dla Joe Bidena.

## Krajobrazy

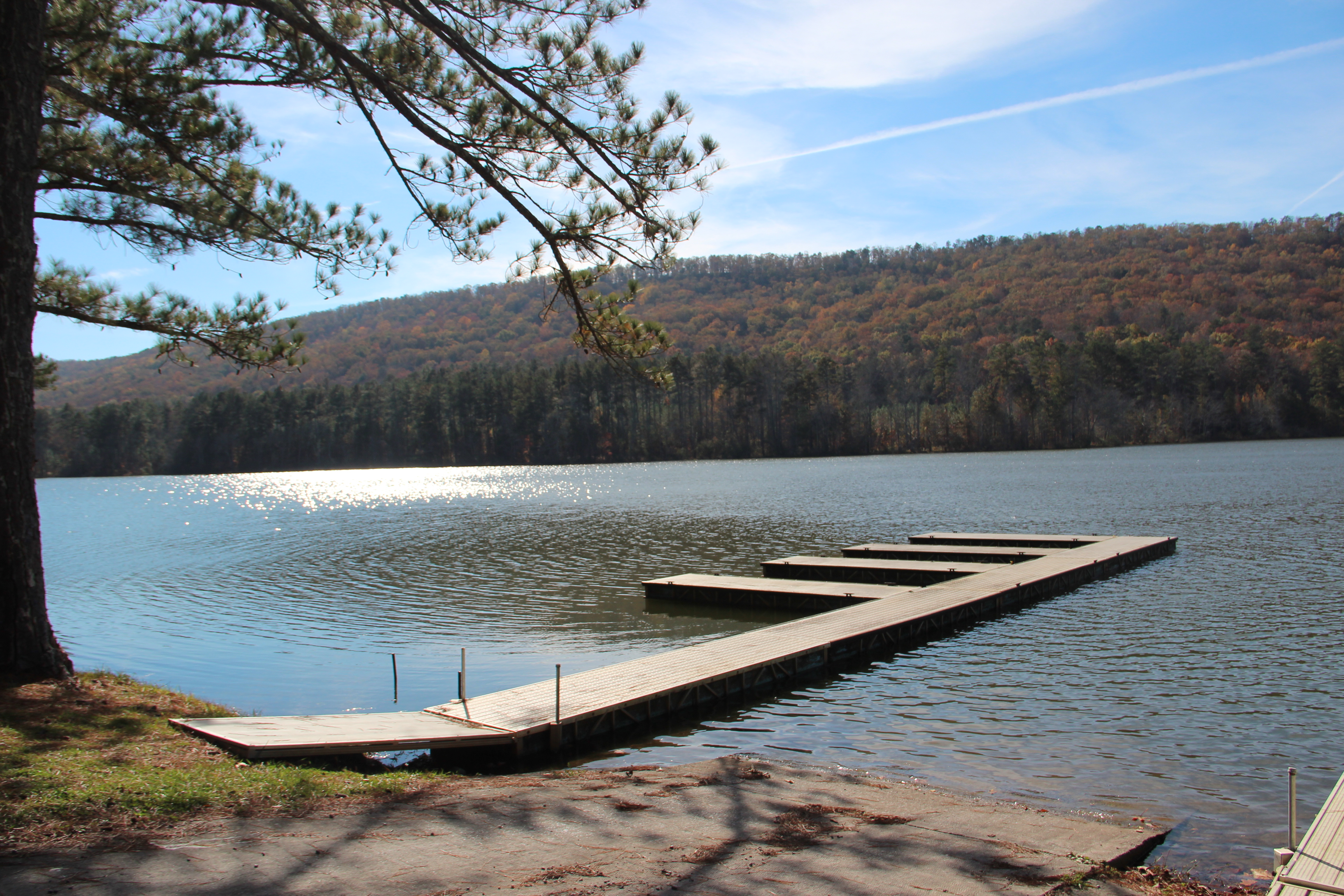
Jezioro Marvin
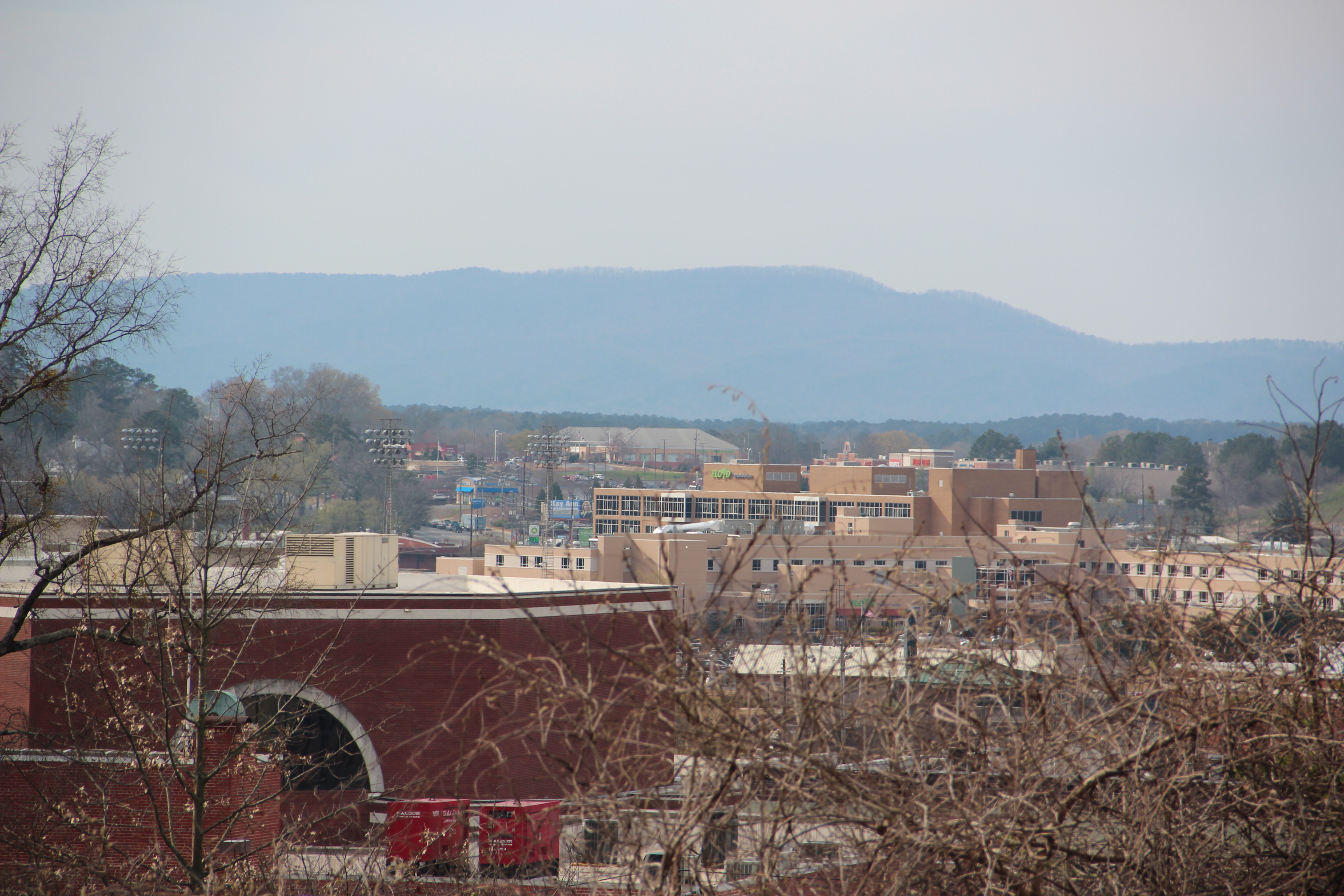
Góra Lavender
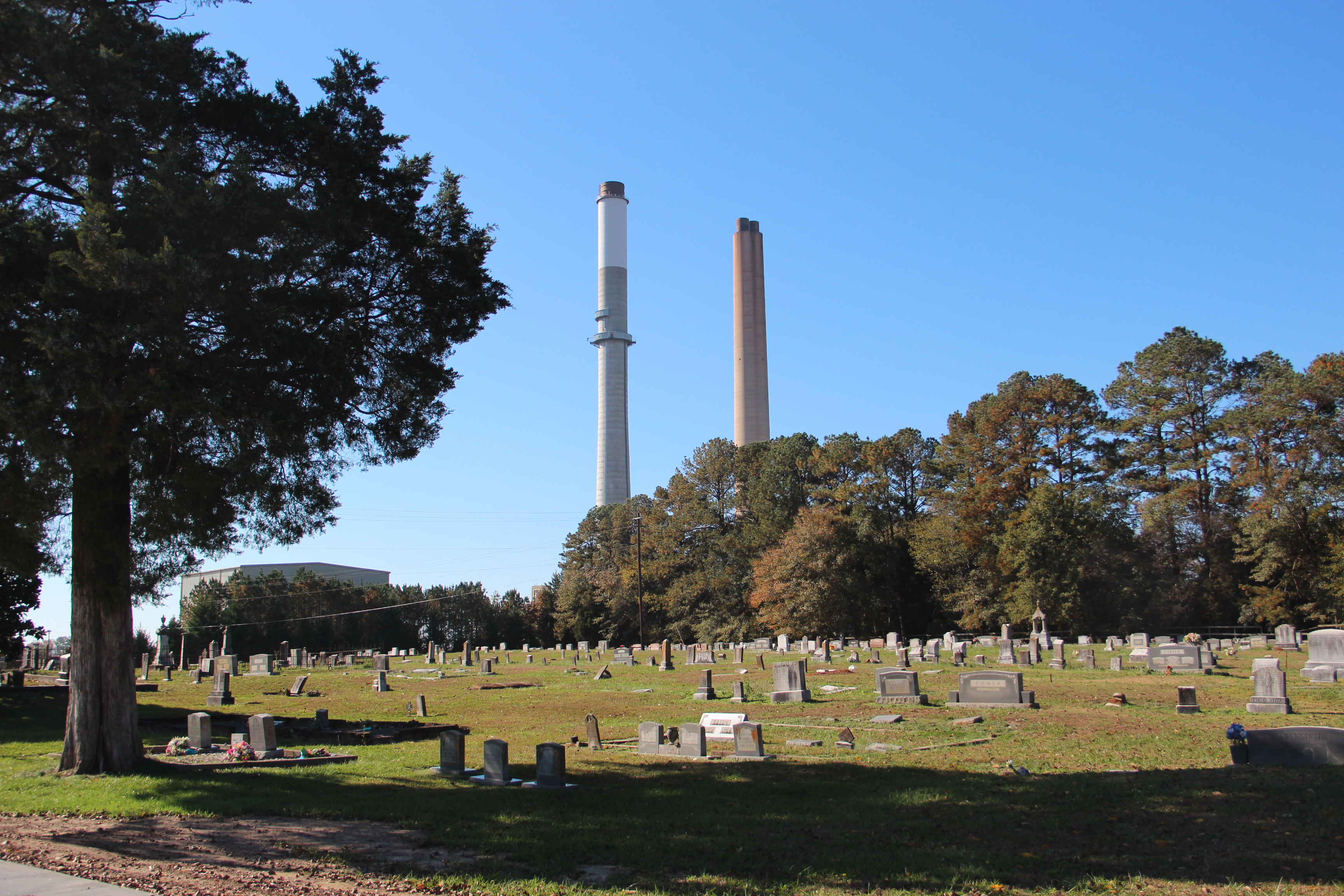
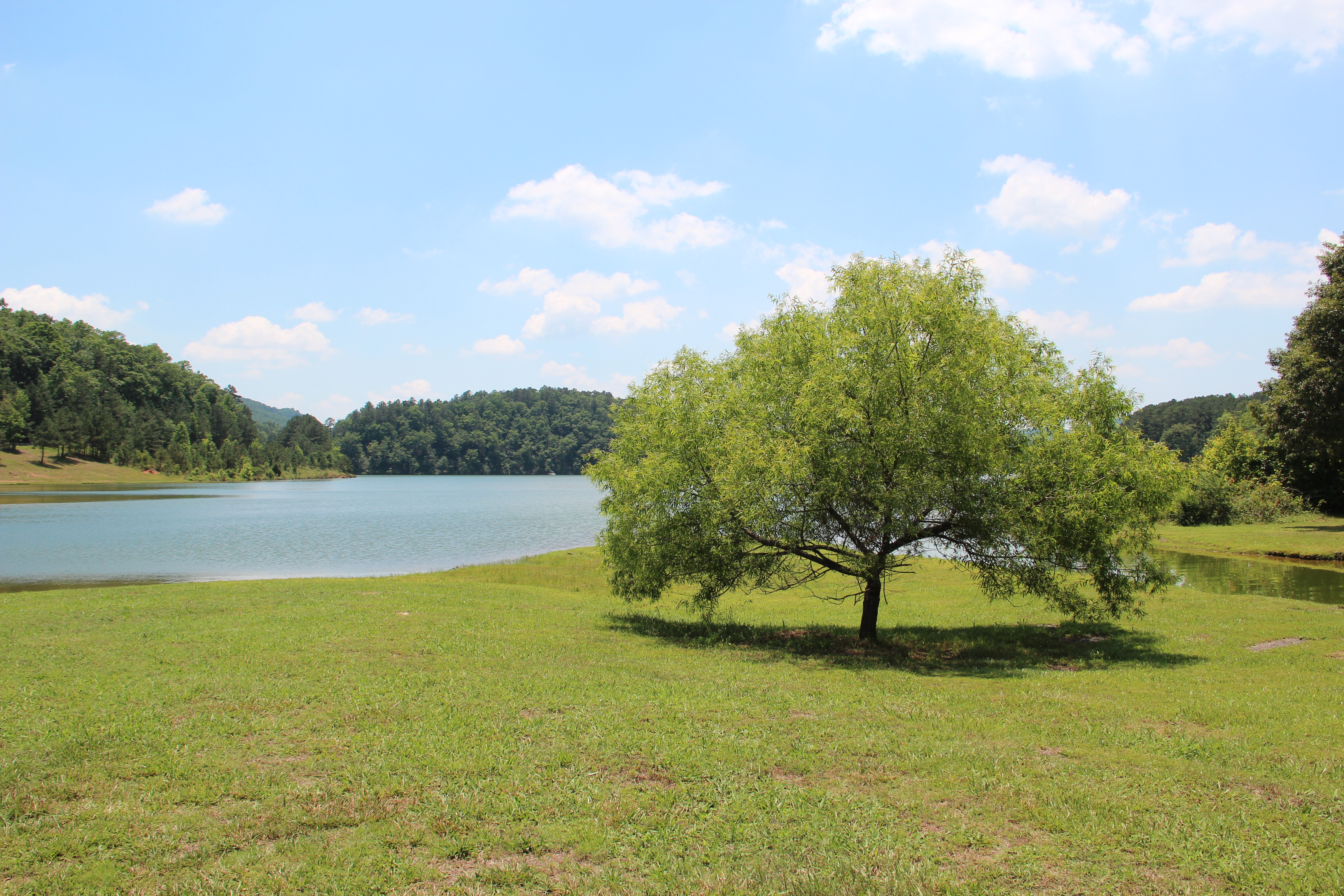